# 圣亚伯拉罕
圣阿布拉昂（法語：Saint-Abraham，法語發音：[sɛ̃.t‿abʁa.am]）是法国莫尔比昂省的一个市镇，属于瓦讷区。

## 地理
圣亚伯拉罕（47°51'21"N, 2°24'35"W）面积6.72 平方千米，位于法国布列塔尼大區莫尔比昂省，该省份为法国西北部沿海省份，位于布列塔尼半岛南部，北起阿摩尔滨海省、西接菲尼斯泰尔省，南濒大西洋，东南接大西洋卢瓦尔省，东临伊勒-维莱讷省。
与圣亚伯拉罕接壤的市镇（或旧市镇、城区）包括：卡罗、圣马塞尔、塞朗、瓦勒杜斯特。

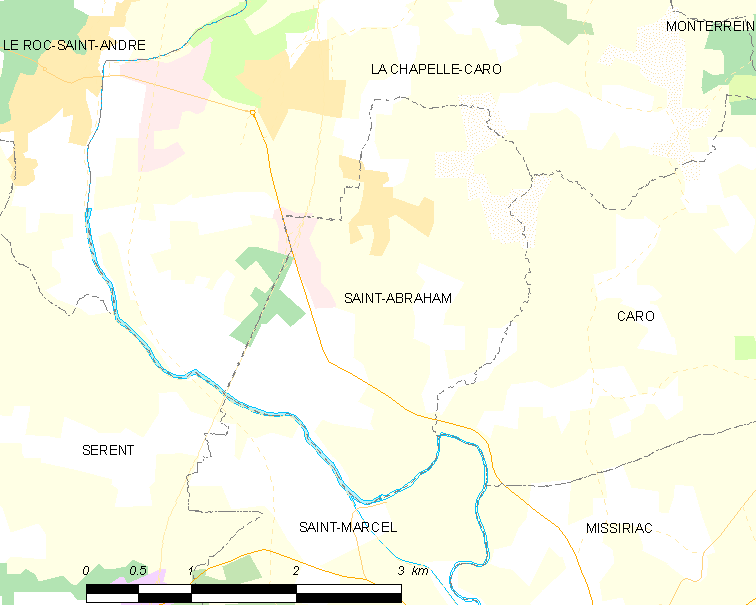
圣亚伯拉罕的OSM定位图

圣亚伯拉罕的时区为UTC+01:00、UTC+02:00（夏令时）。

## 行政
圣亚伯拉罕的邮政编码为56140，INSEE市镇编码为56202。

## 政治
圣亚伯拉罕所属的省级选区为莫雷阿克县。

## 人口

1962-2008年间圣亚伯拉罕人口变化图示

圣亚伯拉罕于2022年1月1日时的人口数量为540人。